# JJ Project
JJ Project (Tiếng Hàn: 제이제이 프로젝트) là một nhóm nhạc nam dự án của Hàn Quốc được lập ra bởi JYP Entertainment. Nhóm nhạc bao gồm 2 thành viên JB và Jinyoung. Ra đời năm 2012, họ cho phát hành đĩa đơn đầu tay "Bounce" vào ngày 20 tháng 5, ca khúc có giai điệu sôi động và vũ đạo mạnh mẽ đã chiếm lĩnh những thứ bậc cao trên các bảng xếp hạng. Mặc dù mới ra mắt song bộ đôi này đã cho khán giả thấy được những màn trình diễn live tuyệt vời và khả năng vũ đạo của mình, điều này khiến cho hai chàng trai nhận được rất nhiều sự khen ngợi và yêu thích từ công chúng.
Bộ đôi chính thức ra mắt với GOT7 vào ngày 16 tháng 1 năm 2014 trên sân khấu của M!Countdown.
Vào 12h KST ngày 31/7/2017 JJ project đã comeback với album Verse 2 sau 5 năm

## Thông tin cơ bản

### Trước khi ra mắt
JB và Jr. trở thành thực tập sinh của JYP Entertainment thông qua JYP Audition 2009. Trong quá trình làm thực tập sinh, bộ đôi đã xuất hiện trong video " Tasty San" của Rapper San E. Trong năm 2012, cả hai đã tham gia vào KBS drama Dream High 2, phần 2 của hit drama Dream High. Ngày 3 tháng 2 năm 2012, công ty ra thông báo JB và Jr. sẽ ra mắt chính thức là một ban nhạc trong nửa sau năm 2012.

### 2012 - 2013: Chính thức ra mắt với "Bounce"
Ngày 8 tháng 5, JYP Entertainment đã tung ra một trang web mới cho JJ Project cùng với một trang Facebook chính thức và YouTube Channel. Một teaser video có tên "JJ Project Slot Machine" cũng được phát hành. Mặc dù không có tuyên bố chính thức nhưng nhiều người cho rằng JJ là viết tắt của JB và Jr. Sau đó tiết lộ rằng JJ Project thực sự bao gồm JB và Jr. Ngày 09 tháng 5, một teaser video khác, "JYP 007" đã được tải lên thông qua tài khoản YouTube chính thức của JJ Project. Trong video, J.Y. Park mở một chiếc cặp được đặt trên bàn, để lộ một phong bì có tiêu đề "JYP New Project", sau đó mở phong bì chứa một chiếc iPad, hiển thị một nhóm dự án mới mà ông đã thực hiện. Ngày 13, JYP Entertainment đã phát hành một teaser video khác, "Time 2 JJ". Teaser không hiển thị khuôn mặt của các thành viên trong bộ đôi này, nhưng nó cho thấy sự lựa chọn quần áo của hai người.
Ngày 14 tháng 5, bìa album và danh sách ca khúc của " Bounce" được tiết lộ trong khi việc sản xuất album đã hoàn tất và sẽ được phát hành vào ngày 20 tháng 5. Ngày 15 tháng 5, Teaser photos của JJ Project được công bố thông qua tài khoản Twitter chính thức của JYP Entertainment. Ngày 17 tháng 5, teaser cuối cùng được JYP Entertainment phát hành và ngày 19 tháng 5, video chính thức của ca khúc chủ đề "Bounce" được phát hành thông qua tài khoản Youtube chính thức của JJ Project.
Chỉ 2 ngày sau khi ra mắt, MV debut "Bounce " đã có hơn 1 triệu lượt người xem và không ngừng công phá các bảng xếp hạng. MV này đã đạt vị trí số 4 của Most liked, số 10 Most Viewed, số 7 Most Dicussed và số 4 Most Favorites video toàn thế giới trên Youtube. Ở Hàn Quốc, MV debut của JJ Project xếp vị trí số 1 trên bốn bảng xếp hạng. Không những thế, album debut của JJ Project xếp vị trí số 10 "Top Dance Album" trên iTunes. Nhóm đã biểu diễn ca khúc trên M!Countdown vào ngày 24 tháng 5 năm 2012.
Ngoài ra, nhờ khả năng hát live tuyệt vời cùng kỹ năng vũ đạo, số lượng fan của JJ Project ngày càng tăng lên một cách chóng mặt.
Ngày 26 tháng 6, JJ Project đã được mời quay màn biểu diễn của họ cho Nanana của Yoo Seung Jun, sẽ được thực hiện vào "MBC's Music Program MM CHOICE" mùa thứ hai.
Bộ đôi này cũng tham gia vào concert "JYP Nation in Korea 2012" vào ngày 4 tháng 8 với các nghệ sĩ khác của JYP Entertainment và sau đó là "JYP Nation in Japan 2012" được tổ chức tại sân vận động Yoyogi.
Ngày 27 tháng 8, có thông báo rằng JJ Project sẽ biểu diễn mở màn trong tour diễn xuyên Á đầu tiên của Girl-group đàn chị cùng công ty- Wonder Girls.

### 2014: Ra mắt với GOT7
Vào ngày 16 tháng 1 năm 2014, hai thành viên JJ Project ra mắt với tư cách là thành viên nhóm nhạc nam GOT7 trong MV Girls Girls Girls.

### 2017: Trở lại với''Verse 2''
Tháng 6 năm 2017, JYP Entertainment tuyên bố JJ Project sẽ trở lại sau 5 năm. Công ty cũng tiết lộ rằng JB và Jinyoung dự định thể hiện một khía cạnh khác của họ, khác với bài hát đầu tay "Bounce". Phiên bản mở rộng đầu tiên của họ trong Verse 2 với ca khúc chủ đề "Tomorrow, Today" do chính JB và Jinyoung viết lời được phát hành vào ngày 31 tháng 7.

## Danh sách đĩa nhạc

### Đĩa mở rộng
| Đề mục  | Chi tiết                                                                                    | Xếp hạng | Doanh số |
| Đề mục  | Chi tiết                                                                                    | KOR      | Doanh số |
| ------- | ------------------------------------------------------------------------------------------- | -------- | -------- |
| Verse 2 | - Phát hành: 31 tháng 7 năm 2017 - Hãng đĩa: JYP Entertainment - Định dạng: CD, kĩ thuật số |          |          |

### Album đĩa đơn
| Đề mục | Chi tiết                                                                                    | Xếp hạng | Doanh số     |
| Đề mục | Chi tiết                                                                                    | KOR      | Doanh số     |
| ------ | ------------------------------------------------------------------------------------------- | -------- | ------------ |
| Bounce | - Phát hành: 20 tháng 5 năm 2017 - Hãng đĩa: JYP Entertainment - Định dạng: CD, kĩ thuật số | 8        | - KOR:12,833 |

### Đĩa đơn
| Đề mục            | Năm  | Xếp hạng | Doanh số       | Album   |
| Đề mục            | Năm  | KOR      | Doanh số       | Album   |
| ----------------- | ---- | -------- | -------------- | ------- |
| "Bounce"          | 2012 | 30       | - KOR: 238,668 | Bounce  |
| "Tomorrow, Today" | 2017 |          |                | Verse 2 |

## Điện ảnh

### TV Drama
| Năm  | Tên          | Vai diễn                                  | Channel |
| ---- | ------------ | ----------------------------------------- | ------- |
| 2012 | Dream High 2 | JB as JB/Jang Woo Jae Jr. as Jung Ui Bong | KBS2    |

### Reality Show
| Năm  | Tên       | Channel |
| ---- | --------- | ------- |
| 2012 | MTV Diary | SBS-MTV |

### Concert
- 2012 JYP Nation Concert in Seoul
- 2012 JYP Nation Concert in Japan
- 2012 Wonder World Concert in Singapore
- 2012 MoA Concert in Vietnam

### Các giải thưởng và đề cử
| Year | Award                         | Category           | Result       |
| ---- | ----------------------------- | ------------------ | ------------ |
| 2012 | allkpop Awards                | Best New Boy Band  | Chưa công bố |
| 2012 | SBS MTVXDAUM BEST OF THE BEST | Best New Artist    | Đề cử        |
| 2012 | Philippine KPOP Awards        | Rookie of the Year | Chưa công bố |